# Brachymeria columbiana
Brachymeria columbiana är en stekelart som först beskrevs av Howard 1885.  Brachymeria columbiana ingår i släktet Brachymeria och familjen bredlårsteklar. Inga underarter finns listade.